# Tragedija
Tragédija ali žaloígra (grško tragōdía < trágos - kozel + ōdé, aoidē - pesem, petje) je književna vrsta, ki za razliko od komedije opisuje tragično dogajanje. Tragedija je igra, v kateri junak podleže v boju s sovražno usodo (kar velja predvsem za antične grške tragedije), zaradi nasprotij v svoji duševnosti in značaju ali zaradi spopada z nenaklonjenim okoljem. Razvila se je v čast bogu Dionizu (bog veselja in vinske trte) iz kozlovskih pesmi, ki se imenujejo Ditiramb(i).

## Značilnosti tragedije
- Nastopa malo oseb (3-4),
- posnema dogajanje - je mimetična,
- zbuja sočutje, grozo, strah in očiščenje – katarzo,
- zgodba ima trojno enotnost - tragedija je enodejanka, ima en dogajalni prostor in kratek dogajalni čas;
- zgradba je sintetična ali sintetično-analitična;
- vsebuje petstopenjsko zgradbo: zasnova (uvod), zaplet, vrh, razplet in razsnova (tragični konec);
- snovno pogosto posega v kraljevsko okolje, zato je jezik vzvišen, privzdignjen - glavni junak brez lastne krivde tragično propade (je kriv brez krivde).